# Среднерейнская лига
Среднерейнская лига (нем. Mittelrheinliga) (до 2012 года — Verbandsliga Mittlerhein) — футбольная Оберлига, представляет собой часть пятого уровня системы немецких футбольных лиг; наивысшая футбольная лига Среднего Рейна. Любительский статус. Управляется Футбольным союзом Среднего Рейна.